# Florimond de Mercy-Argenteau
Florimond-Claude, comte de Mercy-Argenteau, né à Liège (alors en principauté de Liège, dans le Saint-Empire), le 20 avril 1727, et mort à Londres le 25 août 1794, est un diplomate liégeois. 

## Biographie

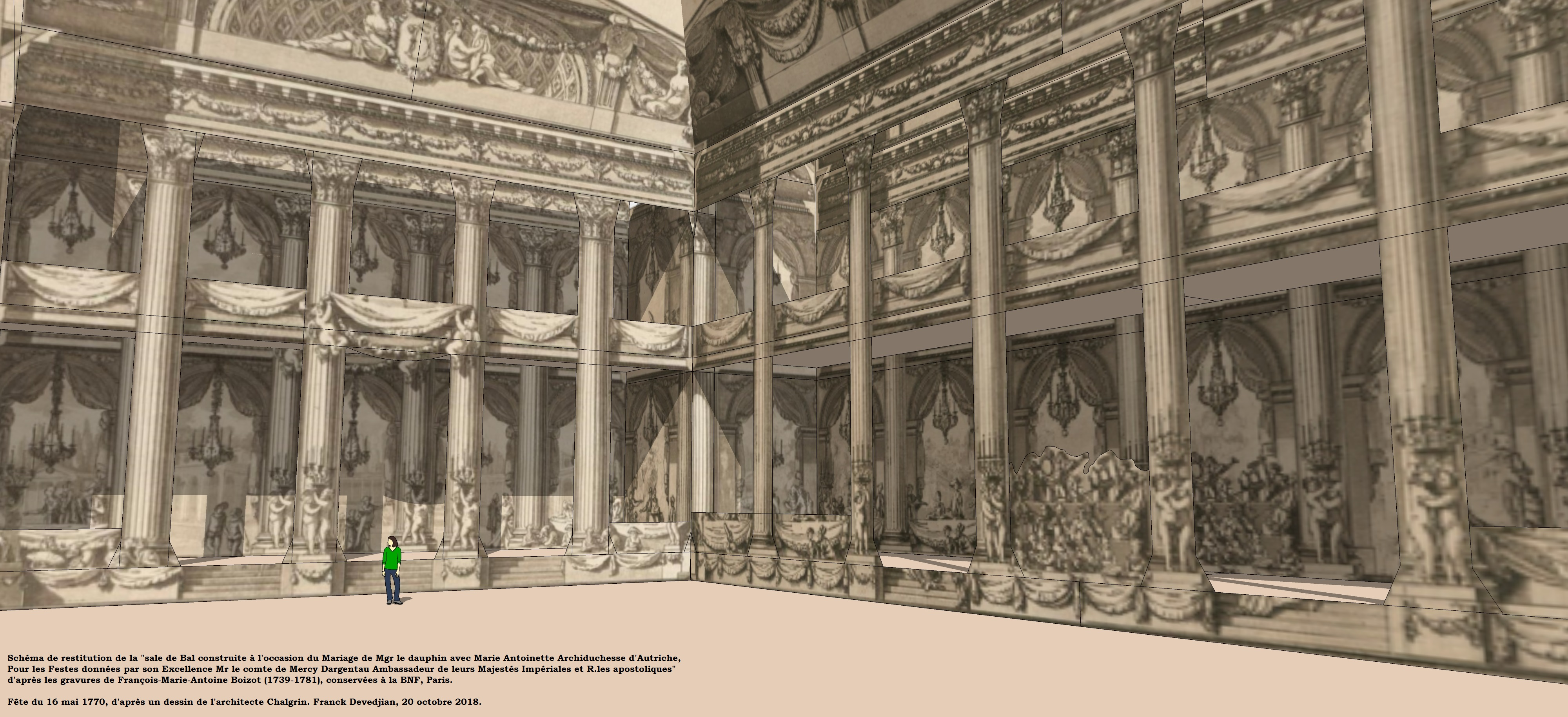
Schéma restituant la salle de bal éphémère réalisée d'après les dessins de l'architecte Chalgrin pour Mercy d'Argenteau, pour célébrer le mariage de Louis XVI et de Marie-Antoinette, le 16 mai 1770.

Issu d'une famille de la noblesse liégeoise, il est le fils du Feld-maréchal Antoine Ignace de Mercy-d'Argenteau (1692-1767). Il est d'abord représentant de la cour impériale de Vienne à Turin (1754) puis à Saint-Pétersbourg (1761). Il est nommé ambassadeur à Varsovie en 1764, pendant l'interrègne entre Auguste III et Stanislas II. 
Grand admirateur de l'impératrice Marie-Thérèse d'Autriche, il remplace en 1766 Starhemberg au poste d'ambassadeur du Saint-Empire à Paris. Il achète dans la capitale française l'hôtel de Mercy-Argenteau en 1778, situé au-dessus de la Seine.
Pour consolider l'alliance franco-autrichienne, il négocie le mariage du dauphin avec l'archiduchesse Marie-Antoinette. Ne souhaitant que le bonheur de son ancienne élève et craignant à tout moment que celle-ci le soupçonne d'espionnage, il met tout en œuvre pour l'influencer en faveur de la maison de Habsbourg-Lorraine, au risque de la faire détester des Français. 
Comme l'illustre sa multiple correspondance avec la cour de Vienne, on a pu considérer que le comte de Mercy-Argenteau pousse la jeune dauphine puis reine Marie-Antoinette à influencer Louis XVI. Il essaie vainement de refréner les goûts dispendieux de la jeune femme devenue reine.
En 1775, il achète la baronnie de Conflans-Sainte-Honorine, et la seigneurie de Neuville-sur-Oise où il s'établit. Il y fait embellir le château et installe sa maîtresse, la cantatrice Rosalie Levasseur, dans le hameau de Chennevières, dépendant de Conflans. Il vient souvent lui rendre visite et un enfant adultérin naît. Le chemin qu'il empruntait de Neuville à Conflans s’appelle de nos jours « rue de l’Ambassadeur ». À l’occasion de la vente par Bertrand de La Poeze d’Harambure du château de Neuville-sur-Oise à l’établissement public de la ville nouvelle de Cergy-Pontoise, la totalité du chartrier de cette propriété fut déposé aux Archives départementales du Val-d’Oise et a fait l´objet de plusieurs publications,.
En 1789, Mercy-Argenteau quitte Paris et devient représentant de l'empereur Joseph II à Bruxelles dans les Pays-Bas autrichiens, avant d'être nommé au même poste à Londres en 1794, peu de temps avant sa mort. Il s'y rend pour négocier du soutien dans la guerre opposant l'Autriche à la France dans les Pays-Bas autrichiens. Mais Mercy, déjà épuisé moralement par les morts de Marie-Antoinette, Laborde (tous deux guillotinés) et Kaunitz, supporte mal la traversée de la Manche. Il meurt deux semaines après son arrivée à Londres.

## Correspondance et archives
- Alfred d'Arneth, M. A. Geffroy, Correspondance secrète entre Marie-Thérèse et le comte de Mercy-Argenteau : avec les lettres de Marie-Thérèse et de Marie-Antoinette, Paris, Firmin-Didot, 1874. 3 volumes, lire en ligne sur Gallica.
- Alfred d'Arneth, Jules Flammermont (éd.), Correspondance secrète du comte de Mercy-Argenteau avec l'Empereur Joseph II et le prince de Kaunitz, Paris, Imprimerie nationale, 1889-1891, 2 volumes, lire en ligne sur Gallica.
- Sébastien Dubois, Inventaire des archives de la famille de Mercy-Argenteau (1334-1959), Bruxelles, Archives de l'Etat, 2009, 2 vol. (Archives de l'État à Liège. Inventaires, 110).